# گابریل آنجلا
گابریل آنجلا (انگلیسی: Gabriele Angella؛ زادهٔ ۲۸ آوریل ۱۹۸۹) بازیکن فوتبال اهل ایتالیا است.
از باشگاه‌هایی که در آن بازی کرده‌است می‌توان به باشگاه فوتبال رجینا، باشگاه فوتبال کویینز پارک رنجرز، باشگاه فوتبال اودینزه، باشگاه فوتبال روبور سیه‌نا، باشگاه فوتبال امپولی، و باشگاه فوتبال واتفورد اشاره کرد.
وی همچنین در تیم ملی فوتبال زیر ۲۱ سال ایتالیا بازی کرده‌است.